# Ruta Estatal de California 161
La Ruta Estatal de California 161, y abreviada SR 161 (en inglés: California State Route 161) es una carretera estatal estadounidense ubicada en el estado de California. La carretera inicia en el Oeste desde la US 97     en Dorris hacia el Este en la SR 139     en Tulelake. La carretera tiene una longitud de 31,2 km (19.36 mi).

## Mantenimiento
Al igual que las autopistas interestatales, y las rutas federales y el resto de carreteras estatales, la Ruta Estatal de California 161 es administrada y mantenida por el Departamento de Transporte de California por sus siglas en inglés Caltrans.

## Intersecciones
Toda la ruta se encuentra en el condado de Siskiyou.
| 0.37 | US 97 – Dorris, Weed, Klamath Falls                |                                    |
| 19.36 | SR 139 sur (OR 39 Norte) – Tulelake, Klamath Falls |                                    |
| 19.36 | State Line Road                                    | Continuación más allá de la SR 139 |
| 1.000 mi = 1.609 km; 1.000 km = 0.621 mi Cerrada/Antigua • Terminal concurrente • Acceso incompleto • Propuesta/Sin abrir |                                                    |                                    |